# Cmentarz żydowski w Poznaniu
Cmentarz żydowski w Poznaniu – kilkukrotnie zmieniał swą lokalizację. Najmłodszy z nich powstał w XIX wieku przy ul. Głogowskiej na Łazarzu.

## Historia

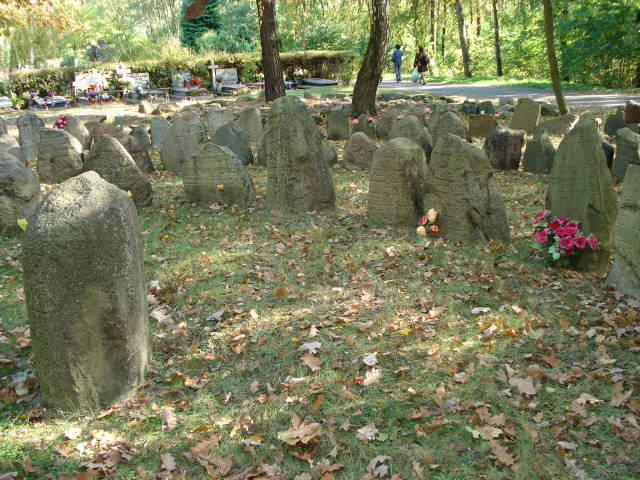
Lapidarium na Miłostowie

Został on założony w 1804 roku po likwidacji cmentarza na Muszej Górze (dzisiejsze okolice Placu Wolności). Podczas II wojny światowej Niemcy doszczętnie zdewastowali i zniszczyli teren cmentarza. Po zakończeniu wojny, decyzją nowych władz miasta cmentarz, podobnie jak kilka innych został zlikwidowany a teren przekazano Międzynarodowym Targom Poznańskim. Ocalałe nagrobki zostały przewiezione na teren cmentarza komunalnego na Miłostowie, przy ulicy Warszawskiej. Znajduje się tam około 60 nagrobków, w tym pochodzące z XVIII wieku. Z fragmentów porozbijanych nagrobków utworzono lapidarium, w którym znajduje się macewa z 1831 roku.
3 czerwca 2008 uroczyście otwarto odtworzoną część cmentarza z grobem Akiwy Egera.